# 南美俾格米松鼠
南美俾格米松鼠（学名：Sciurillus pusillus），哺乳綱、囓齒目、松鼠科的一种，是南美俾格米松鼠屬中唯一的一种。而與南美俾格米松鼠屬同科的動物尚有岩松鼠屬（岩松鼠）、松鼠屬（松鼠）、紅胸松鼠屬（紅胸松鼠）、鼩吻松鼠屬（鼩吻松鼠）等之數種哺乳動物。